# Bracken Cave
|                               |  |  |
| Caverna Bracken, dia e noite. |  |  |

Bracken Cave é uma caverna com a maior comunidade de morcegos Tadarida brasiliensis no mundo. 
Ela está localizada fora da cidade de San Antonio no Texas. 
Bracken Cave tem uma colônia estimada em mais de 20 milhões de morcegos, tornando-se a maior concentração de mamíferos do mundo. Bracken Cave é uma área protegida, bem como o acesso à caverna é restrito para proteger o habitat dos morcegos que nela residem.
A caverna é propriedade da Bat Conservation International, que está trabalhando para recuperar o terreno ao redor da caverna, dando apoio à uma grande população de mamíferos de diferentes tipos da fauna silvestre, além de morcegos.

## Ligação externa
- Bracken Cave (Bat Conservation International)